# Gelis cinctus
Gelis cinctus is een vliesvleugelig insect uit de familie van de gewone sluipwespen (Ichneumonidae). De wetenschappelijke naam van de soort werd als Ichneumon cinctus in 1758 gepubliceerd door Carl Linnaeus.